# Данијел Сервик
Данијел Сервик (норв. Daniel Sørvik — Осло, 11. март 1990) професионални је норвешки хокејаш на леду који игра на позицијама одбрамбеног играча.
Члан је сениорске репрезентације Норвешке за коју је на међународној сцени дебитовао на светском првенству 2013. године. Био је члан норвешког олимпијског тима на ЗОИ 2014. у Сочију.